# Angus McBride
Angus McBride (Londra, 11 maggio 1931 – Port Láirge, 15 maggio 2007) è stato un pittore e illustratore inglese.

## Biografia
Nacque nella capitale britannica da genitori scozzesi, originari delle Highland, ma rimase orfano in tenera età: sua madre morì quando ebbe cinque anni e suo padre durante la seconda guerra mondiale, quando ne aveva ancora dodici. Venne istruito alla Canterbury Cathedral Choir School. Prestò dapprima servizio militare nei Royal Fusiliers e, in seguito, ottenne un lavoro come artista pubblicitario.
A causa dell'indigenza economica in cui versava la Gran Bretagna nell'immediato secondo dopoguerra, McBride si trasferì nel Sudafrica per cercare buone opportunità. A Città del Capo ottenne un discreto successo, anche se la realtà editoriale del paese meridionale era parecchio minuta rispetto le sue inclinazioni, così decise di rimpatriare nel 1961. Realizzò i suoi primi lavori su riviste educative come Finding Out e Look and Learn, World of Wonder e Bible Story. Nel 1975, avviò una collaborazione con la Osprey Publishing, per la collana dei Men-at-Arms.
Il Regno Unito soffrì un'altra crisi economica negli anni '70, e McBride ripartì con la sua nuova famiglia per il Sud Africa, risiedendo sempre a Città del Capo, questa volta con maggior profitto per editori britannici e americani. Proseguì le sue illustrazioni storico-realistiche per la Osprey Publishing, così lavorando per opere consimili presso vari editori di storia militare (la Concord Publications, ecc...). Nei circoli fantasy, divenne ben noto per le sue rappresentazioni della Terra di Mezzo nel gioco di ruolo da tavolo Middle-earth Role Playing della Iron Crown Enterprises, basato sugli scritti di J. R. R. Tolkien.
Sebbene alcuni dei suoi dipinti siano ad olio, McBride preferiva per lo più lavorare con colori a guazzo su tavole da illustrazione, realizzando numerosi schizzi dettagliati della composizione prima di avviare il progetto per intero.
Nel 2006, McBride si trasferì in Irlanda, dove continuò a lavorare. Morì a causa di un infarto cardiaco il 15 maggio del 2007.
Nel 2014, Scott Taylor, redattore di Black Gate, nominò Angus McBride come il 9B (nono assieme ad un collega, ex aequo) nell'elenco stilato dalla rivista dei 10 migliori artisti di giochi di ruolo negli ultimi 40 anni ("The Top 10 RPG Artists of the Past 40 Years"), dichiarando:

## Opere
- Life of Christ (1979);[4]
- Men-at-Arms (1977–2007), serie/collana;
- Elite, serie/collana;
- General Military, serie/collana;
- Warrior, serie/collana;
- Campaign, serie/collana;

Per la Iron Crown Enterprises: 
- Middle-earth Role Playing;
- Rolemaster;
- Middle-earth Collectible Card Game.

Per la Ladybird Books Horror Classics Series:
- Dracula (1984);
- The Mummy (1985).